# João da Silva Neto
João da Silva Águedo Neto (Faro, ? - Faro, 11 de Março de 1969), foi um empresário e político português, que teve um papel destacado na administração local de Faro, e nas actividades piscatórias no Algarve.

## Biografia
Nasceu em Faro, no Algarve, filho de Maria Luísa Águedo Neto e João da Silva Neto, e neto do comendador João José da Silva Ferreira Netto.
Foi um empresário abastado, tendo sido accionista e director da Companhia de Pescarias do Algarve. Teve um grande impacto na pesca do atum no Algarve, tendo sido responsável pela instalação de um arraial daquela companhia em Tavira, que foi inaugurado em 1945. Fez parte de várias comissões administrativas da Câmara Municipal de Faro, na sequência do Golpe de Estado de 28 de Maio de 1926, tendo exercido como vice-presidente da Câmara Municipal de Faro em duas ocasiões, uma das quais aquando da sua morte.
Faleceu em 11 de Março de 1969, na cidade de Faro, aos 60 anos de idade. Estava casado com Nídia Ferreira Neto, e era pai de João José da Silva Ferreira Neto. A missa de corpo presente foi organizada na Igreja de São Pedro, tendo o féretro sido enterrado no Cemitério da Esperança.